# Otto von Hagen

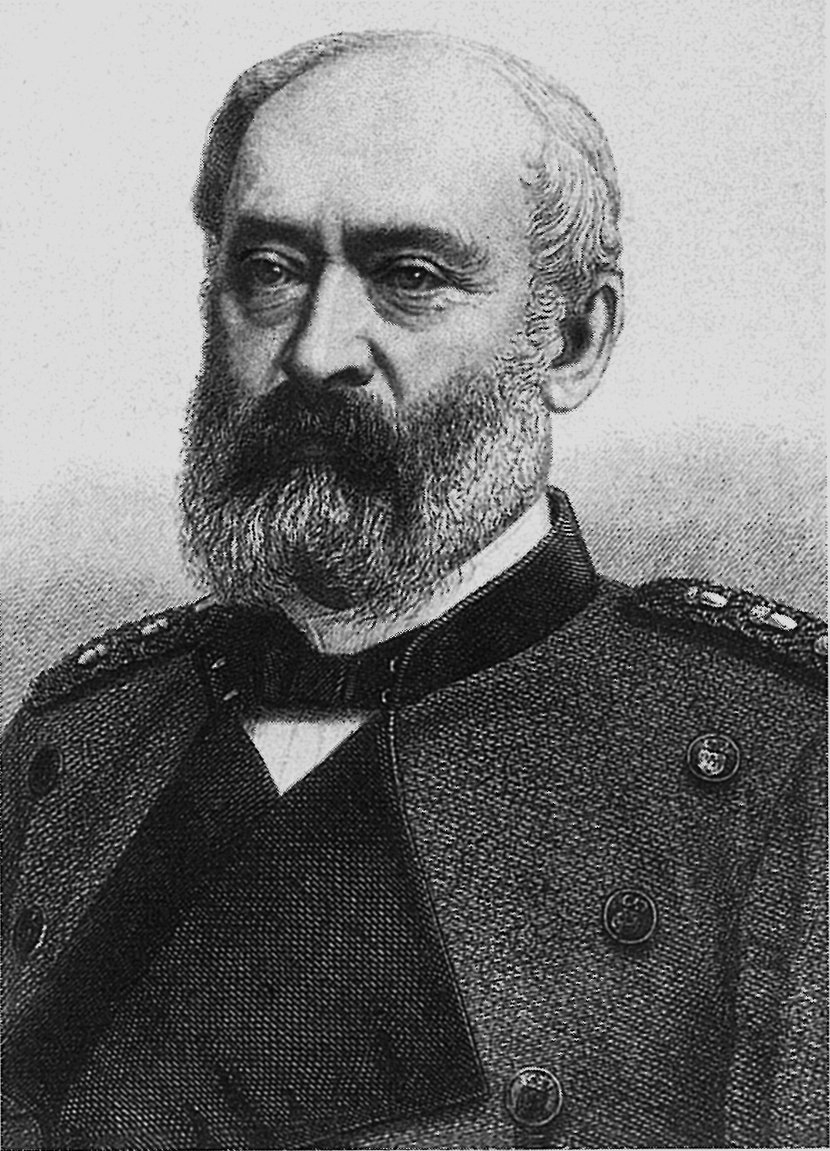
Otto von Hagen

Otto Friedrich von Hagen (* 15. Februar 1817 in Ilsenburg; † 10. September 1880 in Berlin) war ein deutscher Forstmann.

## Leben

### Herkunft
Otto war der jüngste Sohn des gräflich-stolbergischen Oberforstmeisters Friedrich Wilhelm von Hagen (1754–1827) und dessen zweiter Frau Christiane, geborene Hardege (1775–1851). Sein älterer Bruder Friedrich (1801–1880) und auch allen anderen Brüder waren ebenfalls Forstleute.

### Karriere
Nach dem Besuch der Bildungseinrichtung Schulpforte absolvierte Hagen eine forstwirtschaftliche Lehre in Limmritz. Ab 1838 ging er auf die Forstakademie Neustadt-Eberswalde und sodann Berlin. 1841 legte Hagen die Prüfung als Oberförster ab. Kurzzeitig als Sekretär bei den preußischen Regierungskollegien Merseburg, Erfurt und Ansbach tätig, absolvierte er 1844 sein Examen als Regierungs- und Forstassessor. 1846 wurde Hagen als Oberförster nach Falkenberg (Dübener Heide) versetzt. Mit seiner Ernennung 1849 zum Forstinspektor, erfolgte auch die Berufung in das Finanzministerium nach Berlin, dem alle staatlichen Forsten unterstanden. 1850 wurde Hagen zum Forstmeister befördert, 1854 zum Oberforstmeister, 1861 Landforstmeister und 1863 Oberlandforstmeister sowie Ministerialdirektor. In dieser Funktion war er Leiter der Preußischen Staatsforstverwaltung und Kurator der Forstakademie in Eberswalde.
Insbesondere ist sein Verdienst für den Aufbau des forstlichen Versuchswesens beziehungsweise den forstliche Versuchsanstalten hervorzuheben. Hagen hat als erster gefordert, „daß der Wald nicht nur Wirtschaftskapital und Holzacker sein darf, sondern auch dem Gemeinwohl zu dienen hat“. Nichtsdestotrotz stand in der Forstwissenschaft Preußens die Rentabilität des Forstes auch für von Hagen im Vordergrund, was sich beispielsweise an seinem Einsatz für die Versuche mit fremdländischen Baumarten zur Ertragssteigerung belegen lässt.
Bereits 1884 wurde am Schwappachweg in Eberswalde ein Denkmal zu seinen Ehren von Rudolf Pohle errichtet, die Mittel wurden durch private Spenden von Forstleuten, darunter Richard von Kalitsch, aufgebracht. 2009 wurde dieses Denkmal aufwendig restauriert. An Hagen erinnert auch noch ein Straßen- sowie ein Platznamen im Berliner Stadtteil Grunewald.

### Familie

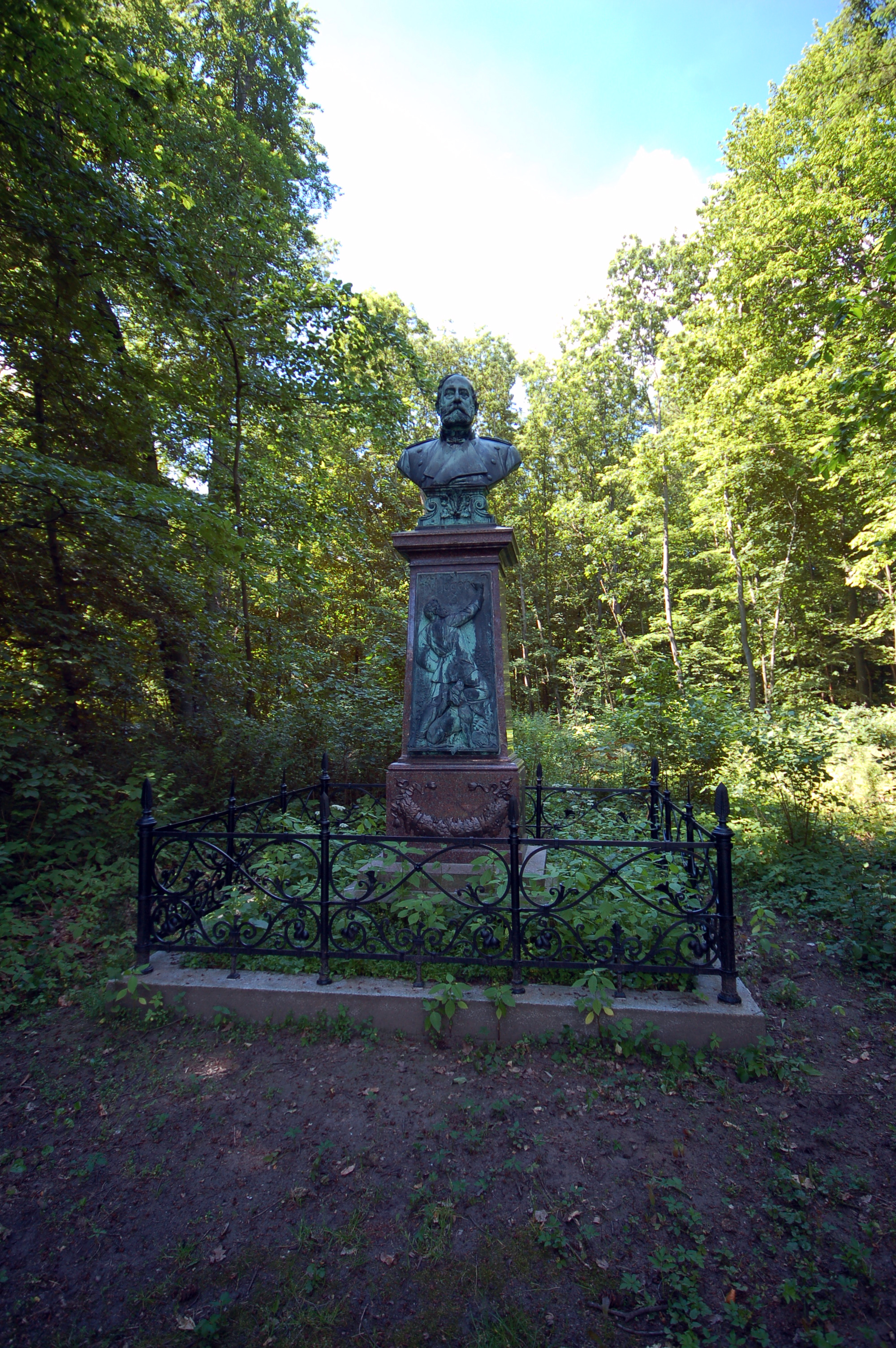
Denkmal für Otto von Hagen am Ortseingang von Eberswalde

Hagen heiratete am 26. September 1846 Wilhelmine Erdmann (1818–1847), verwitwete Seiffert. Nach ihrem Tod heiratete er am 17. August 1850 in Braunsforth Mathilde von Wedel (1827–1896). Aus den Ehen gingen folgende Kinder hervor:
- Georg (1847–1898), preußischer Oberstleutnant ⚭ 1870 Elisabeth von Raumer (1852–1888)
- Eduard (1851–1906), preußischer Oberstleutnant ⚭ 1876 Minette von Oppenfeld (* 1857)
- Agathe (* 1853)
- Alfred (* 1858), preußischer Major ⚭ Margarethe von Thümen (* 1863)

## Schriften
- Die forstlichen Verhältnisse Preußens. 2., unveränderter Abdruck, Julius Springer, Berlin 1884 (online: als PDF 84 Seiten).